# 1510 Charlois
1510 Charlois је астероид главног астероидног појаса. Приближан пречник астероида је 23,80 ,
а средња удаљеност астероида од Сунца износи 2,669 астрономских јединица (АЈ).
Инклинација (нагиб) орбите у односу на раван еклиптике је 11,840 степени, а орбитални период износи 1593,141 дана (4,361 године). Ексцентрицитет орбите астероида износи 0,149.
Апсолутна магнитуда астероида износи 11,20 а геометријски албедо 0,103.
Астероид је откривен 22. фебруара 1939. године.